# 馬飼の一本松
馬飼の一本松（まかいのいっぽんまつ）は、愛知県稲沢市祖父江町馬飼にかつて存在した松の木である。旧祖父江町の史跡のひとつ。
以下、本項目ではこの木を「一本松」と略記する。

## 一本松の概要
一本松は一葉松（クロマツの変種）で、高さは約20メートル、枝の広がりは約30メートルであったとされる。徳川林政史研究所蔵の天保の村絵図にもその姿が描かれている。
一本松が立っていたのは、長岡村大字馬飼、木曽川堤防の外側（川側）であった。
「…万治二年（一六五九）木曽川堤防破壊せしにより、澪止（みおどめ）の際植込みたる記念樹にして翠蓋清流に臨み、風景絶佳なり」中島郡名所旧蹟写真帖（愛知図書館蔵）
当地は神明津輪中（馬飼輪中）とも呼ばれたことからも分かるように、度重なる水害に悩まされてきた地域である。1659年5月13日にも堤防の決壊が起こり、その堤防修繕工事を行った際、記念樹としてこの松を植えたと伝えられている。翠蓋（すいがい）とは緑の傘、松の傘状の枝のことであり、木曽川の水面に枝影を映す姿がとても美しかったとされている。
「一本松は神様がのりうつっておいでの木だから、枝を切ったり折ったりすると、松葉でチクチクさされるように痛んで、体中から血がにじむから、決して切ったり折ったりしてはいかん。」
との言い伝えから、誰もが枝打ちはおろか松葉一本取ったことなかったという。
木曽川の築堤工事により堤防が高くなったことに重ね、木の旺盛な発育のため、子供でも手が届く程の高さに枝があり、堤防の上の道の通行に支障が出るほどであった。東は堤防の幅をこえて小段まで、西は木曽川の水面まで枝を広げていたという。また枝に木の支柱がされていたという証言もある。
木曽川を通る船からもよく見え、航行の目印として使用されていた。伊勢神宮の式年遷宮用のご神木の筏もこの一本松の木陰で休憩をしたという。
その他、枝の下で子どもがおはじきをして遊んだ、近くの小学校の遠足の目的地になっていたなど、様々な逸話が残されている。

## 落雷による枯損
1944年8月、一本松は４度も落雷を受け、枯死したとされている。しかし1947年頃の航空写真には堤防上に大木のような姿が写っており、落雷で完全に枯死したわけではなかった可能性がある。

## 材木の利用
荷馬車で運ばれ、萩原の製材所で挽かれたとされている。　

## 後継樹の育成
1944年の一本松枯死、その後の伐採を受け、一本松を慕い敬っていた村人らにより別の松の苗木が植えられたが、馬飼頭首工の建設工事の際に伐られてしまったとされている。

## 関連メディア・商品・団体など
一本松をテーマにした書籍・楽曲がいくつか発表されている。また一本松のイラストや写真をあしらった菓子も製造されていたり、小学校での発行物や地域で活動する団体の名称に使用されているなど、地元住民の一本松への変わらぬ想いが感じられる。

### 書籍
- 中島郡祖父江町長岡小学校PTA 編 「長岡の昔ばなし　一本松の子ら」 協賛 祖父江町教育委員会　長岡連区　昭和五十六年二月十九日

地元住人の思い出話を集めた冊子。「学校の思い出」「地域の生活」「子供の生活」「おやつ」「子供の歌など」の内容の他、一本松の写真や明治21年地形図なども収録されている。翌年には第二集「みよ池の里」も発行されている。

### 楽曲
- 三枝樹茂 作詞「長岡音頭」

二番の歌詞に「あなたまかえのいりまでござれ　枝も招くよ　一つ松」とある。
- 川口広樹 作詞作曲「一本松は見ていた」

祖父江町立長岡小学校に在籍した教員である川口氏が、担当クラスの調べ学習の成果を題材として制作した楽曲。牧歌的なメロディーに乗せて地元の昔の景色や暮らしぶりが歌われており、ピアノ伴奏がついている。稲沢市立長岡小学校や稲沢市立長岡保育園で歌い継がれている。

### 詩歌
- 佐藤義泰「ひともとの　老松立てり　その昔　木曽川つゝみ　きれしかたみに」

祖父江町山崎才郷の歌人による短歌。

### 一本松にちなんだ商品など
- 御菓子司 松月堂「郷土銘菓　一本松」

地元の和菓子屋にて販売されている棹菓子。上品な粒餡が黒褐色の生地で巻かれており、切り分けると松の年輪を思わせる断面になる。

## 神明津の一本松
愛知県稲沢市祖父江町神明津にも目立った一本立ちの松がかつて存在し、「神明津の一本松」と呼ばれていた。